# 红棕杜鹃
红棕杜鹃（学名：Rhododendron rubiginosum）也称茶花叶杜鹃，为杜鹃花科杜鹃花属下的一个种。